# Họ Lá thang
Họ Lá thang (danh pháp khoa học: Polemoniaceae) bao gồm 18-25 chi với 270-400 loài, chủ yếu là cây một năm, có nguồn gốc ở Bắc bán cầu cũng như Nam Mỹ, với trung tâm đa dạng về loài nằm ở miền tây Bắc Mỹ, đặc biệt là ở California. Chỉ có một chi (Polemonium) được tìm thấy ở châu Âu, và hai (Phlox, Polemonium) ở châu Á, tại đây chúng bị giới hạn trong khu vực ôn đới mát và cận kề Bắc cực; cả hai chi cũng có mặt và phổ biến hơn tại Bắc Mỹ, cho thấy có lẽ là do sự xâm lấn gần đây từ Bắc Mỹ sang Cựu thế giới.
Các thành viên trong họ này không được phân biệt bởi bất cứ đặc trưng hình thái học cụ thể nào. Hoa của chúng có 5 lá đài, 5 cánh hoa hợp, 5 nhị hoa so le với các thùy của tràng hoa và bầu nhụy là ba lá noãn hợp.

### Trồng và sử dụng
Mặc dù có rất ít loài có giá trị kinh tế đáng kể, nhưng nhiều loài được trồng làm cây cảnh, chẳng hạn Ipomopsis aggregata (gilia đỏ) và nhiều loài trong các chi Phlox, Polemonium. Kantuta (Cantua buxifolia) là quốc hoa của Bolivia và Peru.